# Pistolet maszynowy HK SMG II
HK SMG II – niemiecki pistolet maszynowy firmy Heckler und Koch GmbH z Oberndorf am Neckar. Pochodna MP5. Wyprodukowany w krótkiej serii w 1984 roku.

## Historia konstrukcji
Na początku lat osiemdziesiątych amerykańskie siły zbrojne rozpoczęły program JSSAP (Joint Service Small Arms Program). Jednym z jego punktów było opracowanie nowego pistoletu maszynowego dla sił specjalnych, Advanced 9 mm Submachine Gun. Propozycją firmy Heckler und Koch GmbH był pistolet maszynowy określony jako SMG II. Choć zewnętrznie przypominał on pistolety maszynowe MP5, to zakres zmian konstrukcyjnych był na tyle duży, że można go było uznać za nową konstrukcję.
W porównaniu z MP5 zmienił się kształt komory zamkowej. Na jej wierzchu pojawiły się krótkie szyny do montażu celowników optoelektronicznych. Na wierzch komory zamkowej przeniesiono też rękojeść przeładowania. Wzdłuż górnych krawędzi komory zamkowej umieszczono też prowadnice kolby składanej. Była ona podobnie jak w MP5 wysuwana, ale jej ramiona znajdowały się powyżej okna wyrzutowego łusek, dzięki czemu osiągnięto liniowy układ broni i zmniejszono podrzut w czasie strzelania. Trzewik nowej kolby po jej złożeniu idealnie dopasowywał się do tylnej części komory zamkowej. Broń podobnie jak MP5K była wyposażona w chwyt przedni. Zamiast dźwigni zwalniania magazynka zastosowano, podobnie jak w karabinie M16, obustronny przycisk. Broń wyposażono także w zaczep zamka, zatrzymujący zamek w tylnym położeniu po opróżnieniu magazynka (zamek zwalniany z zaczepu obustronnym przyciskiem).
Elementami odróżniającymi SMG II od innych pistoletów maszynowych były mechanizm blokowania automatyki broni i reduktor gazowy. Po wciśnięciu przycisku znajdującego się nad przyciskiem zwalniania magazynka, SMG II zmieniał się w broń powtarzalną (po każdym strzale trzeba go było przeładować ręcznie). Dzięki takiemu rozwiązaniu przy strzelaniu z użyciem tłumika eliminuje się odgłos przeładowania. Reduktor gazowy umożliwiał regulację prędkości wylotowej pocisków do poziomu poddźwiękowego. W klasycznych, wytłumionych pistoletach maszynowych stosuje się specjalną amunicję o poddźwiękowej prędkości pocisku. Obniżenie prędkości powoduje oczywiście obniżenie innych parametrów pocisku (przebijalności, zdolności obalającej). Dlatego z reguły do broni z odłączanym tłumikiem zabierana jest zarówno amunicja zwykła, jak i poddźwiękowa. W przypadku SMG II po włączeniu reduktora część gazów prochowych zza pocisku jest odprowadzana do tłumika dźwięku, dzięki czemu pocisk osiąga mniejszą prędkość. Dzięki zastosowaniu blokady automatyki broni i reduktora gazowego możliwe było regulowanie stopnia wytłumienia broni.
Broń przedstawiono do badań w 1984 roku, jednak nie została zamówiona (trwały już prace nad amunicją mikrokalibrową i bronią klasy PDW). Firma Heckler und Koch GmbH nie zdecydowała się na uruchomienie produkcji tak wyspecjalizowanej broni bez zamówień amerykańskich. Powstało tylko 60 egzemplarzy tego pistoletu maszynowego. Zostały one sprzedane bliżej nieokreślonej amerykańskiej grupie specjalnej.

## Opis konstrukcji
SMG II był bronią samoczynno-samopowtarzalną (możliwość wyłączenia automatyki broni i przekształcenia jej w powtarzalną). Automatyka broni działała na zasadzie odrzutu zamka półswobodnego. Broń strzelała z zamka zamkniętego. Po wystrzeleniu ostatniego naboju zamek zatrzymywał się w tylnym położeniu (przycisk zwalniania zamka znajdował się po obu stronach broni). Mechanizm spustowy z możliwością strzelania ogniem pojedynczym i seriami. Zasilanie z magazynków trzydziestonabojowych. Przyrządy celownicze składały się z muszki i celownika bębnowego. Na wierzchu komory zamkowej znajdowały się dwie krótkie szyny służące do montażu celowników optoelektronicznych. Kolba wysuwana.